# Виноградов, Юрий Николаевич
Ю́рий Никола́евич Виногра́дов (род. 6 марта 1932) — советский, российский дипломат. Чрезвычайный и полномочный посланник 1 класса (17 августа 1991).
Окончил Московский институт востоковедения (1954). Владеет урду, английским, французским и немецким языками.
С 17 августа 1991 по 25 мая 1993 года — чрезвычайный и полномочный посол СССР, затем Российской Федерации в Шри-Ланке и Мальдивской Республике по совместительству.
Женат, имеет сына и дочь.